# Jurisdicción de Lara
Jurisdicción de Lara é um município da Espanha na província de Burgos, comunidade autónoma de Castela e Leão, de área 25,16 km² com população de 48 habitantes (2011) e densidade populacional de 2,34 hab/km².

## Demografia
A partir da década de 40, a população diminuiu gradualmente devido ao êxodo para as cidades, principalmente de Burgos e de Madrid
| Variação demográfica do município entre 1900 e 2011 | Variação demográfica do município entre 1900 e 2011 | Variação demográfica do município entre 1900 e 2011 | Variação demográfica do município entre 1900 e 2011 | Variação demográfica do município entre 1900 e 2011 | Variação demográfica do município entre 1900 e 2011 | Variação demográfica do município entre 1900 e 2011 | Variação demográfica do município entre 1900 e 2011 | Variação demográfica do município entre 1900 e 2011 | Variação demográfica do município entre 1900 e 2011 | Variação demográfica do município entre 1900 e 2011 | Variação demográfica do município entre 1900 e 2011 |
| --------------------------------------------------- | --------------------------------------------------- | --------------------------------------------------- | --------------------------------------------------- | --------------------------------------------------- | --------------------------------------------------- | --------------------------------------------------- | --------------------------------------------------- | --------------------------------------------------- | --------------------------------------------------- | --------------------------------------------------- | --------------------------------------------------- |
| 1900                                                | 1910                                                | 1920                                                | 1930                                                | 1940                                                | 1950                                                | 1960                                                | 1970                                                | 1981                                                | 1991                                                | 2001                                                | 2011                                                |
| 530                                                 | 507                                                 | 455                                                 | 439                                                 | 441                                                 | 396                                                 | 324                                                 | 174                                                 | 71                                                  | 61                                                  | 62                                                  | 48                                                  |